# Lex Aurelia de tribunicia potestate
De lex Aurelia de tribunicia potestate was een wet van de consul Gaius Aurelius Cotta in 75 v.Chr. Deze wet gaf gewezen volkstribunen het recht om weer naar hogere ambten te dingen, wat hun enkele jaren eerder door Lucius Cornelius Sulla was verboden.

## Antieke bronnen
- Cicero, Corn. fragm. I 18, 51; Ascon., p. 66, 78 (citeert Sallustius, Livius en Fenestella); Ps.-Ascon., p. 200, Or.; Sall., Hist. III fr. 48, 8, M.

## Referentie
- art. Aurelia (lex), tribunicia, in J.G. Schlimmer - Z.C. De Boer, Woordenboek der Grieksche en Romeinsche Oudheid, Haarlem, 19203, p. 112.